# ジョン・ブラッドリー (イングランドの俳優)
ジョン・ブラッドリー（John Bradley、1988年9月15日 - ）はイングランドの俳優。

## 略歴
生まれも育ちもマンチェスターで13歳上の姉がいる。セントポール・カトリック高校を卒業し、2005年にマンチェスターのロレト大学に入学、2007年に卒業すると、マンチェスター・メトロポリタン大学のマンチェスター演劇学校に進み、2010年に卒業する。
2011年のテレビシリーズ『ボルジア 欲望の系譜』でデビューを果たし、ジョヴァンニ・デ・メディチを演じた。2011年からはテレビシリーズ『ゲーム・オブ・スローンズ』でジョン・スノウの親友でコミックリリーフ役であるサムウェル・ターリーを演じている。

## 主な出演作品

### 映画
| 年   | 作品                                                   | 役                   | 備考                           |
| ---- | ------------------------------------------------------ | -------------------- | ------------------------------ |
| 2012 | アンナ・カレーニナ Anna Karenina                       | オーストリアの王子   | クレジットなし                 |
| 2015 | マン・アップ! 60億分の1のサイテーな恋のはじまり Man Up | アンドリュー         | クレジットなし、日本劇場未公開 |
| 2015 | トレーダーズ Traders                                   | ヴァーノン           | 日本劇場未公開                 |
| 2018 | インフェクテッドZ Patient Zero                         | スクーター           | 日本劇場未公開                 |
| 2022 | ムーンフォール Moonfall                                | K・C・ハウスマン     |                                |
| 2022 | マリー・ミー Marry Me                                  | コリン・キャロウェイ |                                |

### テレビ
| 年        | 作品                                     | 役                          | 備考                                                        |
| --------- | ---------------------------------------- | --------------------------- | ----------------------------------------------------------- |
| 2011      | ボルジア 欲望の系譜 Borgia               | ジョヴァンニ・デ・メディチ  | テレビシリーズ、第1シーズンの5エピソードに出演              |
| 2011-2019 | ゲーム・オブ・スローンズ Game of Thrones | サムウェル・ターリー        | テレビシリーズ、メインキャスト                              |
| 2012      | 恥はかき捨て Shameless                   | ウェズリー                  | テレビシリーズ、第10シーズンの2エピソードにゲスト出演       |
| 2012      | 魔術師 MERLIN Merlin                     | ティア                      | テレビシリーズ、第5シーズンの2エピソードにゲスト出演        |
| 2019      | ロボットチキン Robot Chicken             | ゴード・ラムゼイ / エリック | テレビアニメシリーズ、第10シーズンの1エピソードにゲスト出演 |